# Сюй Юнь
Сюй Юнь (虛雲, спрощ. 虚云 (Xūyún), при народженні Сяо Ґуянь 萧古巖, спрощ. 萧古岩 (Xiāo Gǔyán), 26 серпня 1840? (або 1871) — 13 жовтня 1959) — відомий майстер чань-буддизму, одна з визначних фігур цього плану наприкінці 19 та у першій половині 20 століть.
Західному читачеві відомі передусім автобіографія майстра та вірш «Пісня шкіряного мішка» 皮袋歌, який майбутній чернець написав у 19-річному віці, незабаром після облишення сімейного життя.